# 坂本圭右
坂本 圭右（さかもと けいすけ、1984年2月2日 - ）は、日本の男子フェンシング選手。種目はエペ。茨城県出身、中央大学卒業。自衛隊体育学校所属の幹部自衛官（2024年9月現在、1等陸尉）。

## 経歴
2019年11月のフェンシング・ワールドカップを最後に第一線から退くことを決め、所属の自衛隊体育学校（朝霞駐屯地）で指導者に転身をし、後進を育成していた。引退試合とされていた2020年全日本選手権にて日本一となり、福岡・久留米の幹部候補生学校へと10カ月間、現場から離れて未修の基本教育を受けていた。 2022年1月末に朝霞駐屯地へ帰任すると、再び近代五種班のコーチとして、部下を教育する日常に戻っていた。その際に「帰ってきたし、また出てみるか。」と気が向いたことをきっかけに現役復帰をした。

### 全日本選手権の成績
2020年の全日本フェンシング選手権大会では8年ぶり4度目の優勝を果たした。
2022年9月8日の全日本選手権では、2021年開催東京五輪金メダリストである見延和靖に15-12で勝利し、決勝へと進出したが、決勝戦において同じく同五輪金メダリスト加納虹輝に15-10で敗れた。見延は「天才的。日本人が世界で全く勝てない中で唯一、世界と渡り合えていた。」と尊敬の念を見せていた。
2024年9月の全日本選手権では、前月の2024年パリ五輪男子エペ団体で銀メダルを獲得したメンバーの山田優に3回戦で惜敗した。

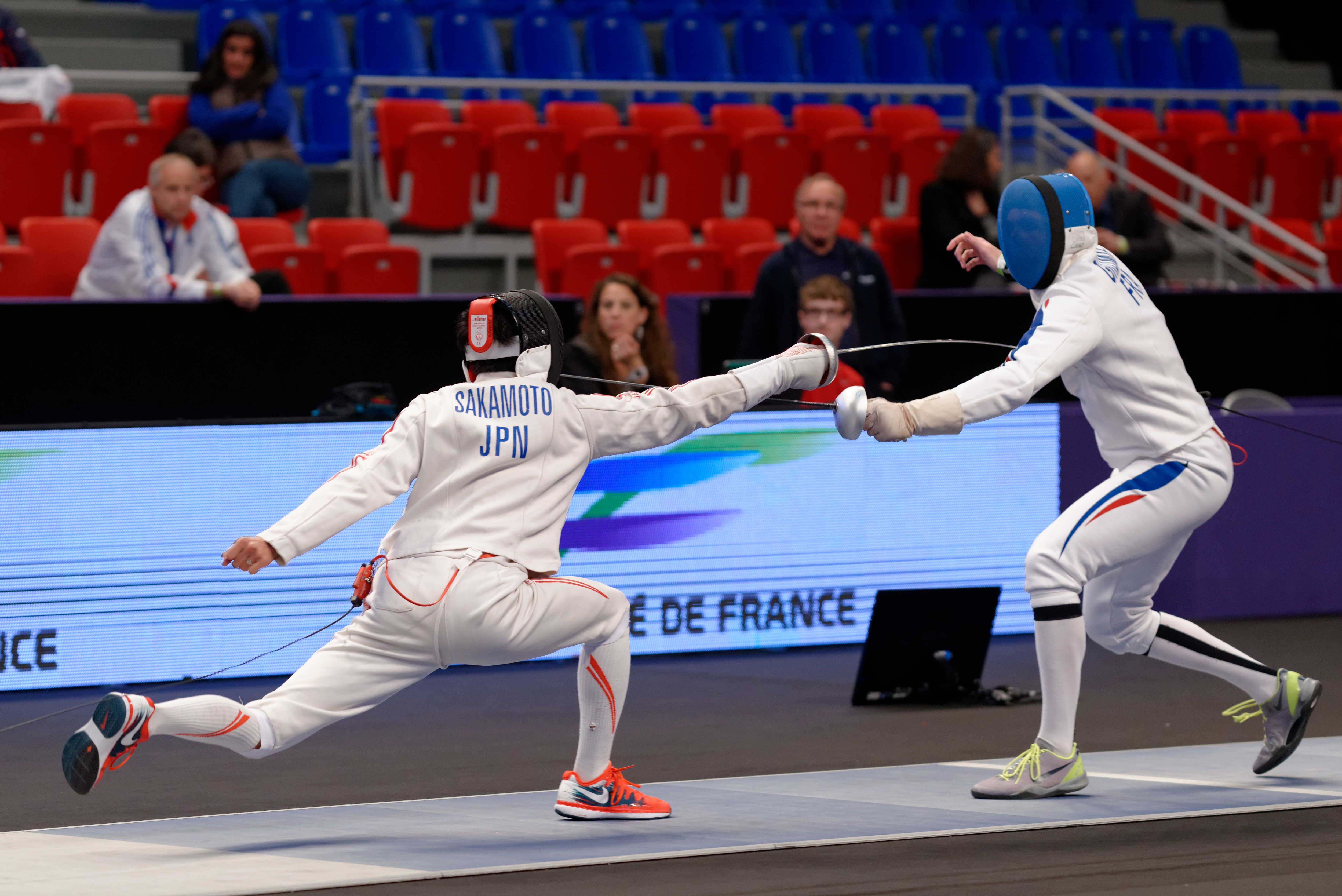
2014年男子エペワールドカップでの試合